# Nybble
Den här artikeln handlar om orten Nybble. Nybble kan också vara ett mått på datastorlek, se nibble.
Nybble är en småort i Visnums socken i Kristinehamns kommun, tidigare centralort i Visnums landskommun. Den är belägen vid riksväg 26, 25 km söder om Kristinehamn och 15 km norr om Gullspång. I Nybble finns en livsmedelsbutik och vårdcentral. Nybble och omkringliggande bebyggelse har historiskt präglats av agrarlandskap, och dominerats av herrgården Värmlands Säby, belägen sydost om småorten.